# Acrocerilia pachynervis
Acrocerilia pachynervis är en stekelart som beskrevs av Van Achterberg 1989. Acrocerilia pachynervis ingår i släktet Acrocerilia och familjen bracksteklar. Inga underarter finns listade i Catalogue of Life.